# H.R.G.

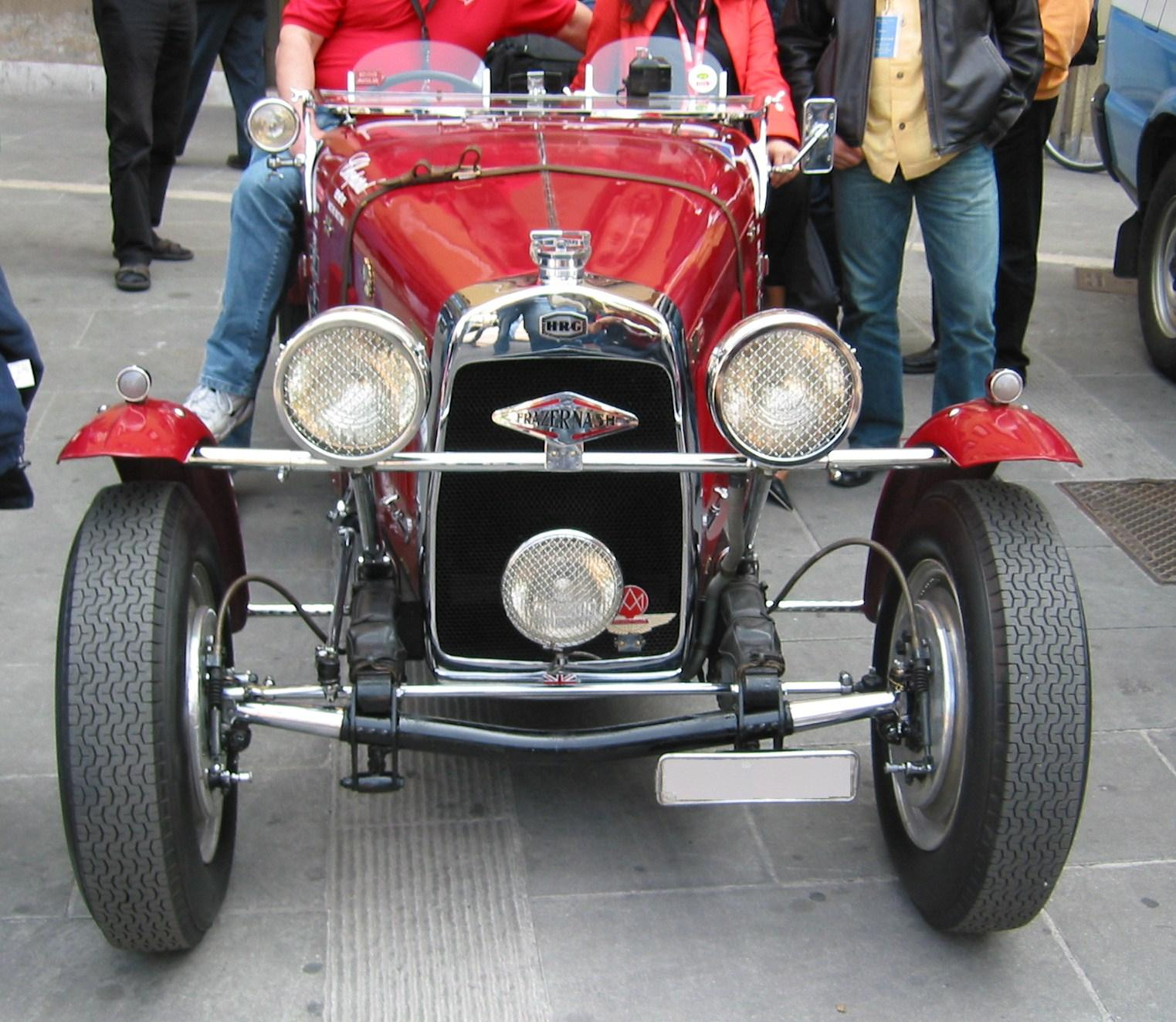
H.R.G. von 1939

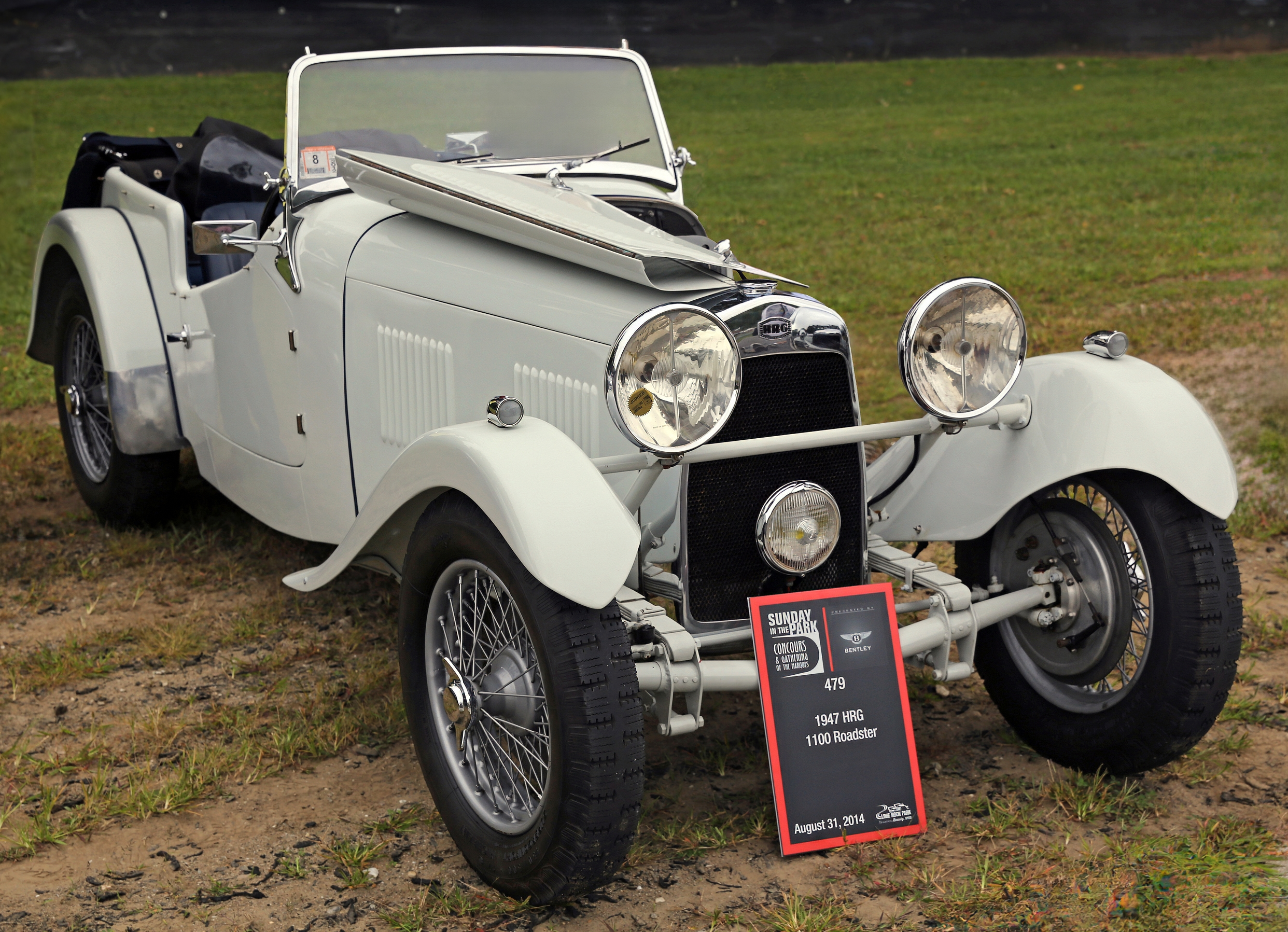
H.R.G. 1100 Roadster (1947)

H.R.G. war ein britischer Hersteller von Automobilen.

## Unternehmensgeschichte
Das Unternehmen H.R.G. Engineering Company Limited begann 1936 in Tolworth mit der Produktion von Automobilen. HRG steht für die Initialen der drei Gründer E. A. Halford, Guy Robins und Henry Ronald Godfrey. Letzterer gründete bereits 1910 die Automarke G.N.
1956 wurde die Produktion nach 241 hergestellten Fahrzeugen eingestellt.

## Fahrzeuge
Das erste Modell 1 ½ Litre wurde von 1935 bis 1939 produziert. Es entstanden 26 Stück mit einem Vierzylindermotor von Meadows mit 1497 cm³ Hubraum. Vom Modell 1100 mit einem Motor von Singer mit 1074 cm³ Hubraum wurden zwischen 1936 und 1950 49 Stück hergestellt. Die Modelle 1500 und Aerodynamic hatten einen Motor von Singer mit 1496 cm³ Hubraum. Zwischen 1939 und 1956 entstanden 111 Stück vom 1100 und zwischen 1946 und 1949 wurden 35 Aerodynamic gebaut. Außerdem gab es von 1955 bis 1956 noch vier Twin Cam mit einem von H.R.G. auf Basis des Motors von Singer mit 1496 cm³ Hubraum entwickelten Twin Cam-Motor.
Ein Fahrzeug dieser Marke ist im Moray Motor Museum in Elgin ausgestellt.